# Język kaptiau
Język kaptiau (kapitiau, kapitiauw, kaptiauw) – język austronezyjski używany w prowincji Papua w Indonezji (dystrykt Bonggo, kabupaten Sarmi). Według danych z 2006 roku mówi nim 230 osób.
Posługuje się nim grupa etniczna Kaptiau. Jego użytkownicy zamieszkują wieś o tej samej nazwie.
Zagrożony wymarciem, jego znajomość ogranicza się do osób w podeszłym wieku. W użyciu są też języki indonezyjski i malajski papuaski.
Nie wykształcił piśmiennictwa.